# Agostino Steffani
Agostino Steffani (Castelfranco Veneto, 25 de julho de 1654 — Frankfurt am Main, 12 de fevereiro de 1728) foi um cantor, compositor, organista, diplomata e bispo-titular católico da Itália.
Nasceu no seio de uma família pobre. Cresceu e foi educado em Pádua. Iniciou sua carreira musical como cantor do coro da Basílica de São Marcos em Veneza, e dali foi contratado pelo conde Tattenbach, indo para Munique, onde sua educação foi completada às expensas do eleitor Fernando Maria da Baviera (1636 - 1679), para quem trabalharia depois, como músico da corte. Após receber uma instrução adicional de Johann Kaspar Kerll, o mestre de capela da corte, que também garantia seu sustento, Steffani transfere-se para Roma em 1672, a fim de estudar com o organista e compositor Ercole Bernabei, o qual, mais tarde, seria apontado como o sucessor de Kerll em Munique. Nessa época compôs, entre outros trabalhos, seis motetos, cujos manuscritos originais se encontram atualmente no  Fitzwilliam Museum, em Cambridge. Na sua volta a Munique, em 1674, publica sua primeira obra, Psalmodia vespertina, parte da qual seria republicada no Saggio di contrappunto, de Giovanni Battista Martini, em 1774. Em 1675, Steffani é nomeado organista da corte e, provavelmente em 1680, é ordenado padre. Isso não impediu que Steffani voltasse sua atenção para a música de teatro, escrevendo óperas, num estilo claramente influenciado por Legrenzi e por  compositores venezianos, excercendo significativa influência sobre toda a música dramática do período. De sua primeira ópera, Marco Aurelio, escrita para o carnaval de Munique, em 1681, existe apenas uma cópia manuscrita conhecida, que se encontra na biblioteca do Palácio de Buckingham. A essa primeira ópera, seguiram-se Solone, em 1685; Audacia e rispetto, Prerogative d'amore e Servio Tulio, em 1686; Alarico em  1687, e  Niobe, regina di Tebe, em 1688.  
Não obstante a deferência  com que era tratado pelo eleitor Maximiliano II   Emanuel da Baviera,  em 1688 Steffani aceita a nomeação de mestre de capela na corte de Hanover, onde rapidamente estreitou uma relação que datava de 1681 com Ernesto Augusto, duque de Brunswick-Lüneburg (Celle; depois eleitor de Hanover), estabelecendo também uma relação amigável com a filha de Ernesto Augusto, Sofia Carlota (depois Eleitora de Brandemburgo e Rainha da Prússia), e também com o  filósofo Leibniz, o libretista Ortensio Mauro e com muitas outras personalidades, incluindo o jovem  Händel (1685 — 1759), que conheceu em 1710, quando  este  apenas iniciava a sua gloriosa carreira. 
Em Hanover, Steffani obteve uma longa série de êxitos  como compositor. Para a abertura do novo teatro de ópera em 1689, compôs Enrico Leone, inspirada na vida de Henrique, o Leão, cuja produção grandiosa lhe rendeu excelente reputação. Para o mesmo teatro, compôs La Lotta d'Ercole con Achilleo, em 1689,  La Superbia d'Alessandro, em 1690; Orlando generoso, em 1691; Le Rivali concordi, em 1692; La Liberia contenta, em 1693; I trionfi del fato e I Baccanali, em 1695, e Briseide (também atribuída a Pietro Torri  ), com  libretto de   Francesco Palmieri, em 1696. 
Em 1688 aceitou uma colocação em Hanover e assumiu a função de mestre de capela, sendo favoravelmente recebido na corte. Inicia então uma longa série de triunfos musicais na ópera local. Em 1692 é enviado  a diversos principados alemães na condição de diplomata, e saiu-se tão bem que o Papa Inocêncio XI o sagrou  Bispo de Spiga (atual Biga, Turquia). Em 1698, é mais uma vez  enviado em missão diplomática a Bruxelas, e, após a morte de seu patrono, no mesmo ano, passou a trabalhar para o Eleitor do Palatinato em Dusseldorf, ocupando os cargos de conselheiro privado e protonotário apostólico da Santa Sé. Nestas altas funções já não podia apresentar óperas sem quebra no decoro, mas usando o nome de seu secretário continuou a produzir obras dramáticas. Em 1724 a Academia de Música Antiga de Londres o elegeu membro honorário vitalício, e em agradecimento ele lhes enviou um grande Stabat Mater e três madrigais, que exibem características vanguardistas. Visitou a Itália pela última vez em 1727, e logo após seu retorno à Alemanha faleceu em Frankfurt. Além de várias óperas, deixou composições sacras, obras câmara, coros e peças orquestrais. Steffani fez muito pela popularização da ópera no norte da Europa, combinando o estilo veneziano com elementos do estilo francês de Lully.

## Obras
- Tassilone, ópera (Tragédia musical) 1709. O libreto foi escrito Stefano Pallavicini Benedetto (1672-1742).
- Alarico il Baltha, cioè l’Audace, Re de’ Gothi. Drama musical em três actos (estréia em  Munique, 18 de janeiro de 1687)
- Niobe, Regina di Tebe. Drama musical em três actos. Libreto de Luigi Orlandi (estréia em Munique, 1680 )
- Enrico Leone, Drama em três actos (Estreia em 30 de janeiro 1689 Teatro Hanôver)
- Stabat Mater para 6 cantores, e 7 instrumentistas
- Spezza amor, l´arco e li strali, cantata para soprano, oboé, fagote e baixo contínuo

## Discografia
- Cantatas, Duets & Sonatas, Monique Zanetti, Pascal Bertin, Fons Musicae, Yasunori Imamura (dir),  Pan Classics (2001)

- Orlando Generoso, Bernward Lohr (dir), Musica Alta Ripa, Daniel Lager, Franz Vitzthum, Kai Wessel, Jorg Waschinski, Roberta Invernizzi, Susanne Ryden,  MDG records, 2009

- Duetti da camera, Alan Curtis, (dir), Daniela Mazzucato, Carolyn Watkinson, Paul Esswood, John Elwes, Archiv Produktion, 1982, reedição 2012

- Mission, Diego Fasolis, I Barocchisti, Cecilia Bartoli, Philippe Jaroussky,  Decca, 2012

- Stabat Mater, Diego Fasolis, I Barocchisti, Cecilia Bartoli, Daniel Behle, Franco Fagioli, Julian Prégardien, Salvo Vitale, Coro della Radiotelevisione Svizzera, Decca, 2013

- Alarico Il Baltha. (1687). Libreto : Luigi Orlandi.  Direção: Dieci Sara. Alarico: Stefania Maiardi (mezzo), Sanina: Maria Carla Curia (soprano), Honorio: Lee Ji Young (mezzo), Pisone: Luca Casagrande (barítono), Semiamira: Loretta Liberato (contralto), Placidia: Won Mi Jung (soprano),  Stilicone: Guerino Pelaccia (tenor), Lidoro: Marco Democratico (baixo). Camerata Scarlatti Ensemble. Gravação: julho de 2004. Produção: 28 de abril de 2009. Edição: Concerto.

- Niobe, Regina di Tebe. (1688).Libreto: Luigi Orlandi, a partir das Metamorfoses de Ovídio. Direção: Paul O'Dette & Stephen Stubbs. Niobe: Karina Gauvin, Anfione, Rei de Tebas: Philippe Jaroussky, Manto: Amanda Forsythe, Tiresia: Christian Immler, Clearte: Aaron Sheehan, Creonte: Terry Wey, Poliferno: Jesse Blumberg, Tiberino: Colin Balzer, Nerea: José Lemos. Boston Early Music Festival Orchestra. Produção: 2015. Edição: Erato.